# 兒童樂園
《兒童樂園》是香港一份由1953至1995年間出版的兒童刊物，每半月出版一期，為香港定期出版的重要兒童刊物之一，亦是香港首份以全彩色印刷的兒童書刊。1994年12月16日發行最後一期（1006期）後，因經濟問題而宣佈在1995年停刊。2013年11月8日，前社長張浚華與一位不具名《兒童樂園》讀者將一共1006期《兒童樂園》電子化，並設立網站免費供人下載 。

## 發展歷史
1953年1月15日，《兒童樂園》創刊號出版，主編羅冠樵，督印人為楊望江，全書以彩色印刷，由位於香港高士打道110號的「兒童樂園半月刊社」負責出版，全書29頁。內容包括歷史故事、世界童話、兒歌民謠、長篇連環圖故事、謎語、遊戲、生活知識等，售價港幣六毫。
第一任社長閻起白成長於日本佔領時期的旅順，知道日本注重兒童教育，兒童文學相當發達，所以在《兒童樂園》創刊後一直以日本的兒童刊物《小學生》雜誌作主要參考。早年，《兒童樂園》的內容一部分是閻起白翻譯的作品，插圖工作則主要由羅冠樵和其弟子李成法和郭禮明擔任。羅冠樵負責畫封面、兒歌，以及《小圓圓》、歷史故事、民間故事等30多頁的篇幅；郭禮明筆觸細緻，所以由他繪畫高橋真琴的作品《人魚公主》和《賣火柴的女孩》，而李成法則描繪《火箭人》及《小泰山》等。
至1982年羅冠樵退休後，加入了潘偉、陳子通、李子倫、李志豪、潘麗珊等成員，其中李子倫負責繪封面，陳子通負責繪「播音台」專欄等。而文字編輯則由張浚華負責搜集資料、構思和撰寫。

### 將日本漫畫《叮噹》成功引進香港
1973年，張浚華擔任編輯期間，從小學館出版的《小學生》雜誌中看到漫畫《叮噹》（現稱：啦A夢），認為故事有教育意義，又能真實反映小孩子的性格和愛好，內容相當豐富，於是決定採用刊載。初期，為使漫畫符合香港的環境，編輯對內容稍作改動，例如把角色本來穿的和服，改畫成穿著本地兒童的服裝；又替角色起了「叮噹」、「大雄」、「靜宜」、「技安」、「牙擦仔」等的本地化名字。。幻想故事《叮噹》首次出現在1973年5月16日出版的《兒童樂園》第489期，該篇名為〈隱形漆〉
《叮噹》推出後令《兒童樂園》大受歡迎，很多讀者要求增加叮噹的內容，但因為期刊篇幅有限，於是便把《叮噹》輯成單行本。

### 銷量高峰期
《兒童樂園》早年銷量約有6,000至8,000左右，到了1960年代中期，銷量升至30,000多本，而且持續增長。至該刊30周年紀念（1982年），銷量更達到50,000至60,000本，達致該刊銷量的高峰期。

### 宣佈停刊
由於《兒童樂園》的讀者逐漸減少，由高峰期一直下跌，終在1994年末，因經濟等原因而宣佈於1995年停刊。最後一期（1006期）的《兒童樂園》於1994年12月16日發行，當時的《叮噹》故事已改為《IQ蛋》，全書共34頁，售價港幣八元。

## 全套《兒童樂園》上載網絡
2013年，有一位深情讀者，開始以個人力量將全套《兒童樂園》上載網絡，透過這位讀者以不出名、不牟利方式的個人努力，最後全套1006期的《兒童樂園》終於上載網絡，供讀者免費下載。

## 兒童樂園特藏
2018年，香港公共圖書館的多媒體資訊系統設立「兒童樂園特藏」，讀者可以透過這個多媒體特藏，重溫由1953年1月至1994年12月，全套共1006期的《兒童樂園》，回憶童年讀書樂。當中內容包括：流行漫畫、歷史故事、世界童話、兒歌民謠、連環圖故事、謎語、遊戲、生活知識等。

## 評價
傳媒人羅振邦認為，《兒童樂園》在1960至1970年代對香港小孩子來說是十分重要的讀物，一本雜誌集合了中國神話（如《西遊記》）、西方名著（如《人魚公主》）、本土故事（如《小圓圓》），還有日本經典卡通（如《叮噹》等），內容豐富；其中由羅冠樵所繪的《西遊記》更是相當經典的作品。
前社長張浚華指出，當年香港物資匱乏，不少孩子要到公共圖書館或小童群益會才能看到《兒童樂園》，能夠擁有一本《兒童樂園》更是當時不少小孩子的生日願望；該刊當年曾連續多年當選消費者委員會選舉的最佳刊物。但到了1990年代，《兒童樂園》在各方面卻開始與時代脫節，給人落後的感覺。
香港作家及傳媒工作者陶傑指出，自己在三歲時就翻閱《兒童樂園》看圖識字，並認為它是一本很迷人的讀物，讓讀者知道文明的價值觀，頌揚真善美，教小孩遠離邪惡。
香港作家亦舒亦是《兒童樂園》的讀者，她認為該刊最好看的是一些翻譯童話，因為非常溫柔浪漫，譯得清楚、明瞭、有趣，當中還附有美麗精致的七彩插圖。

## 外部連結
- 《兒童樂園》 （页面存档备份，存于）
- 《兒童樂園夢無窮》 （页面存档备份，存于）
- 《兒童樂園》羅冠樵的藝術世界 （页面存档备份，存于）
- 重建我們的樂園 - 全套1006期兒童樂園